# Пјер Фаухард
Пјер Фаухард (енгл. Pierre Fauchard; 2. јануар 1679 - 21. март 1761)  био је француски лекар, коме се приписује да је „отац модерне стоматологије“.  Широко је познат по томе што је написао први потпуни научни опис стоматологије, Le Chirurgien Dentiste  (The Surgeon Dentist), објављен 1728. Књига је описала основну оралну анатомију и функцију, знаке и симптоме оралне патологије, оперативне методе за уклањање кварења и обнављање зуба, пародонталне болести (пиореја), ортодонцију, замену недостајућих зуба и трансплантацију зуба.

## Биографија

### Ране године
Фаухард је рођен у врло скромном дому у Saint-Denis-de-Gastines- у 1679. године. 1693. године придружио се француској Краљевској морнарици у доби од 15 година, на велику невољу своје породице, и дошао је под утицај Alexander Poteleret-а, мајора хирурга, који је провео знатно време проучавајући болести зуба и уста.
За то време, Фаухард сазнаје да морнари који су били на дугим путовањима тешко оболевали од стоматолошких болести, скорбут посебно. На крају га је мајор Poteleret инспирисао и охрабрио да чита и пажљиво истражује налазе својих претходника у исцелитељској уметности. Рекао је да жели да шири знање које је научио на мору на основу стварне праксе. Ова идеја навела је Фаухарда да постане ратни доктор као Потелеретов штићеник.

### Фаухардов живот као младог зубара
Једном када је Фаухард напустио морнарицу, убрзо се настанио у Анжеу, где је обављао медицину у болници Универзитета у Анжеу. У Анжеу је започео велики део револуционарног медицинског рада који данас знамо и био је пионир научне оралне и максилофацијалне хирургије. Фаухард је себе често описивао као "Chirurgien Dentiste" (хируршки стоматолог), израз који је у то време био врло ретко у употреби пошто су стоматолози у 17. веку углавном вадили покварене зубе уместо да их лече.
Упркос ограничењима примитивних хируршких инструмената током касног 17. и почетком 18. века, Фаухарда су многе његове колеге у Универзитетској болници Анжеу сматрали високо квалификованим хирургом. Фаухард је извео изузетне импровизације стоматолошких инструмената, често прилагођавајући алате произвођача сатова, златара, па чак и берберина, за које је мислио да се могу користити у стоматологији.
Фаухард је увео зубне пломбе као третман зубних шупљина. Утврдио је да су киселине изведене из шећера попут винске киселине одговорне за пропадање зуба, а такође је сугерисао да би се тумори који окружују зубе, у деснима, могли појавити у каснијим фазама кварења зуба.
Фаухард је био пионир зубне протезе и открио је многе методе за надокнађивање изгубљених зуба. Предложио је да се замене могу направити од изрезбарених блокова слоноваче или костију, а они вештачки израђени зубни комади били би корисни као природни. Једна од ових метода која је призната је да ће се вештачки зуби држати на месту тако што ће их полуга привезати за преостале чврсте зубе, користећи воштани конац или златну жицу. Такође је представио зубне апаратиће, иако су у почетку били израђени од злата, открио је да се положај зуба може исправити јер ће зуби следити образац жица. Обично су се за причвршћивање апаратића користиле навоштене платнене или свилене нити.

### Од Анжеа до Париза и његове револуционарне књиге
Током 1716. до 1718. Фаухард је стекао велики успех. Током тог времена провео је дуге периоде ван куће, проучавајући и делећи своју медицинску праксу са другим хирурзима широм Француске.
1718. Фаухард  се преселио у Париз. Током свог боравка у том граду, Пјер је схватио да многим медицинским библиотекама недостају добри уџбеници о стоматологији и да је потребна енциклопедијска књига за оралну хирургију, па је на основу свог медицинског искуства донео одлуку да напише професионални зубарски спис.
Много месеци Фаухард је скупљао што је више могао књига о медицинским истраживањима, интервјуисао је многе стоматологе које је упознао и прегледао своје личне дневнике током година у Анжеу да би написао свој приручник. Напокон је 1723. године, у доби од 45 година, довршио први рукопис од 600 страница за Le Chirurgien Dentiste(отприлике преведен као Хируршки стоматолог). Фаухард је тражио даље повратне информације од својих колега током наредних пет година, а рукопис је нарастао на 783 странице до тренутка објављивања 1728. године у два тома. Књига је добро прихваћена у европској медицинској заједници. Превод на немачки језик већ је био доступан 1733. године, проширено издање на француском језику објављено је 1746. године, али енглески превод морао је сачекати још 200 година до 1946.

## Прилози за стоматологију

### Стоматологија пре Фаухарда
Људи би често одлазили код берберина или "вадилаца зуба" да би уместо лекара обавили посао на зубима. Апарати за извлачење зуба често би користили алате зване "зубни пеликани". Ови пеликани нису били врло прецизни и често би извлачили здраве зубе заједно са проблематичним. Понекад би и ови пеликани извадили део вилице. Хирурзи су у то време покушавали да стекну статус и желели су да се дистанцирају од "вадилаца зуба". Отуда је за Фаухарда био прилично необично бити хирург који је у то време проучавао зубе.
Литература о зубима се углавном налазила у хируршким расправама, јер у то време није постојало изричито написаних књига о зубима.
Није било прописа о томе ко може радити на зубима све док Париски медицински факултет није издао Едикт 1699. године, којим је створено звање "стручњак за лијевање зуба", или "стручњак за зубе", за људе овлашћене за обављање стоматолошких послова.

### Од заната до науке
Фаухард је жалио како је медицинска заједница углавном игнорисала зубе. Рекао је да су "Најпознатији хирурзи који су напустили овај део уметности или су јој бар мало обраћали пажњу проузроковали овај немар, пораст људи који су га без теорије и искуства деградирали и бавили се случајношћу, без принципа или методе". Сматрао је да превише "вадилаца зуба" троши превише времена учећи како се вуку зуби методом покушаја и погрешака, и веровао је да би људи који раде са зубима морали проводити више времена учећи како сачувати зубе.

### Хигијена
Фаухард је веровао да је главни начин на који људи треба да одржавају зубе чистима прање уста свако јутро водом и трљање зуба мокрим сунђером. Такође је изјавио да би неки етанол помешан са водом био довољно решење за чишћење. Изјавио је да четкице за зубе треба да користе сунђер уместо тканине или платна, јер је тканина превише груба и често би трошила зубе.
Фаухард је приметио да уобичајени састојци за зубне протезе, као што су цигла, порцелан, камен од пуме, калцинирани талк, калцинирани алуминијум доносе више штете него користи. Такође је примећено да сок кисељака, лимунов сок, јака алкохолна пића витриола и сол уништавају глеђ. Средство за чишћење зуба коју Фаухард препоручује је мешавина корала, змајеве крви, изгорелог меда, семенских бисера, костију сипе, очију ракова,посуда за оружје, сигилна земља хематитска земља, цимет, калцинирани стипса, потпуно редукованог у фини прах и помешаног заједно. Међутим, препоручио је употребу такве протезе само ако четкање и испирање водом нису довољни.

## "Хируршки зубар"
Књига се састојала од 38 поглавља у свесци 1 и 26 поглавља у свесци 2. Теме у његовој књизи су били стоматолошко образовање, зубна анатомија, каријес, патологија, Materia medica и терапија, ортодонција, хирургија, пресађивање и трансплантација, рефлексне нервне болести повезане са болестима уста, пиореја, хеморагија и стипса, оперативна и протетска стоматологија.  Поред тога, оба тома садржала су 42 плоче са хируршким инструментима и уређајима. Многе идеје представљене у књизи биле су потпуно нове за стоматологију. Пјер Фаухард урезао је у своје књиге многе своје проналаске инструмената направљених за оралну хирургију, попут оптуратора и данас познате стоматолошке бушилице. Сврдла коју је Фаухард развио је ручна, а покреће је струна увијена око цилиндра. Такође је у својој књизи предложио да се уље каранфилића и цимета користи за пулпитис.
Предговор књиге коришћен је за скретање пажње на зубарске законе у Едикту из 1699.
Фаухард  је препоручио да се људски урин користи у лечењу раних стадијума каријеса. Хемијско једињење које у то време није могао да идентификује у урину био је амонијак, који је одговоран за "благотворни резултат" урина. Иако се урин у ове сврхе користио од давнина до средњег века, многи лекари и пацијенти су на лечење наишли на отпор.

## Значајно
- Фаухард је описао симптоме 103 болести уста, као и начин лечења.[4]
- Сугерисао је да је German tooth worm theory (Немачка теорија о црва у зубима) погрешила у свом објашњењу каријеса. Његова посматрања кроз микроскоп показала су да нема доказа о црвима.[8]
- Такође је рекао да је узрок зубног каријеса шећер, а људи би требало да га ограниче у исхрани.[8]
- Побио је теорије спонтаног генерисања зуба, тврдећи да се први зуби, који се називају млечни зуби, одвајају од својих корена. Неки зубари у Фаухардово време веровали су да немају корене.[8]
- Увео је зубне пломбе као третман зубних шупљина, а предложио је мешавине попут олова, калаја и понекад злата. Такође је рекао да зуб треба повремено чистити зубар.[8]
- Рекао је да би апаратићи требало користити за исправљање положаја зуба и да би се дечији зуби могли померати лакше и брже него одрасли, што је резултат величине корена зуба, према Фаухарду.[8]
- Био је испред свог времена у медицинској пракси и описао је начин на који лекар треба да дочека пацијента и положај у којем треба да седи.[8]
- Препоручио је да зубар треба да стоји иза пацијента како би им помогао да се опусте и представио је концепт светлости зубарске столице.[8]
- Па ипак, препоручио је једно гргљање два пута дневно са свеже прикупљеним урином ("... испрати уста свако јутро, чак и ноћу, пре него што се оде у кревет, са неколико кашика свог тек отопљеног урина... ")[9]

## Последњи дани
У својој књизи и целог живота Фаухард је осуђивао надрилекарства и преваре стоматолошких шарлатана и њихову експлоатацију пацијената. Пјер је саветовао своје ученике и пријатеље о веома штетним техникама које користе шарлатани и да их избегавају. Упозорио је своје медицинске читаоце да су азотна киселина и сумпорна киселина на зубима за уклањање каменца који користе шарлатани потенцијално опасни и објаснио им је како идентификовати њихове лажне зубне пломбе. Један од првих лекара који је осудио медицинску злоупотребу у стоматологији, он је Трибуналу тврдио да многи зубари у Француској нису имали диплому или искуство.
Фаухард  је постао модел за све стоматологе који долазе. Преминуо је у 83. години у Паризу 22. марта 1761. године. У запису о сахрани означен је као  Maitre Chirurgien-Dentiste, или Магистар стоматолошке хирургије.

## Наслеђе
Фаухардово дело утицало је на многе младе медицинске умове у доба просветитељства у Француској, Роберт Бунон (1702–1748), стоматолог попут Фаухарда, провео је дуги низ година у истраживању хипоплазије глеђи.
Etienne Bourdet (1722–1789), за кога се каже да је један од најбољих француских стоматолога након Фаухарда, заснивао је свој рад углавном на зубним протезама (концепт који је увео Пјер), такође је побољшао начин израде мешавина и био први лекар који је урадио гингивектомију својим пацијентима када је то потребно.
Амерички зубар из 19. века Chapin A. Harris често га је цитирао и рекао да ће га „узимајући у обзир околности и ограничења свог времена увек памтити као пионира и оснивача модерне стоматологије“.
Иако је Фаухардов познати стоматолошки спис о стоматологији објављен у 18. веку, тек 1946. године када је Lilian Lindsay, историчарка медицинске науке, објавила превод на енглески језик.
По њему је названа Стоматолошка академија Пјер Фаухард, основана 1936. године.
Фаухард је представљен на марки у Француској у знак сећања на 200 година од његове смрти 1961. године 